# Sophie Turner
Sophie Turner (Northampton, 1996. február 21. –) angol színésznő. 
Első és egyben legismertebb szerepe Sansa Stark az HBO Trónok harca című fantasysorozatában. A sorozatban nyújtott teljesítménye által világhírnévre tett szert, valamint a kritikusok elismerését is kiérdemelte. Szerepelt az X-Men-filmsorozat X-Men: Apokalipszis (2016) és X-Men: Sötét Főnix (2019) című részeiben, amelyekben Jean Greyt játszotta.

## Gyermekkora és családja
Sophie Belinda Turner néven született az angliai Northamptonban, 1996. február 21-én. Édesanyja, Sally óvodapedagógus, édesapja, Andrew egy nemzetközi raklapos szállítmányozó cégnél dolgozik. Kétéves korában a Warwickshire állambeli Chestertonba költöztek. Tizenegy éves koráig a Warwick Prep Schoolba járt, később pedig a független The King's High School for Girls iskola növendéke lett. Hároméves kora óta a Playbox Theatre Company tagja. Két bátyja van. Az ikertestvére még születésük előtt, az anyaméhben meghalt.[forrás?]

## Filmográfia

### Film
| Év   | Magyar cím          | Eredeti cím         | Szerep            | Magyar hang    |
| ---- | ------------------- | ------------------- | ----------------- | -------------- |
| 2013 |                     | Another Me          | Fay               |                |
| 2015 | Gyilkos gimi        | Barely Lethal       | Heather           | Dögei Éva      |
| 2015 | Gyilkos gimi        | Barely Lethal       | Heather           | Czető Zsanett  |
| 2016 | X-Men: Apokalipszis | X-Men: Apocalypse   | Jean Grey         | Dögei Éva      |
| 2018 |                     | Josie               | Josie             |                |
| 2018 | Szerelmünk napjai   | Time Freak          | Debbie            | Mikecz Estilla |
| 2019 | X-Men: Sötét Főnix  | X-Men: Dark Phoenix | Jean Grey / Főnix | Dögei Éva      |
| 2019 |                     | Heavy               | Maddie            |                |
| 2022 |                     | Every Last Secret   | Penelope          |                |
| 2022 | Bosszúra készen     | Do Revenge          | Erica             | Kelemen Kata   |

### Televízió
| Év        | Magyar cím           | Eredeti cím                    | Szerep                                 | Megjegyzések                                       |
| --------- | -------------------- | ------------------------------ | -------------------------------------- | -------------------------------------------------- |
| 2011–2019 | Trónok harca         | Game of Thrones                | Sansa Stark                            | - főszereplő (59 epizód) - magyar hangja Dögei Éva |
| 2013      | A tizenharmadik mese | The Thirteenth Tale            | Adeline March fiatalon                 | tévéfilm                                           |
| 2020      |                      | Survive                        | Jane                                   | főszereplő (12 epizód)                             |
| 2020      |                      | Home Movie: The Princess Bride | Westley                                | 1 epizód                                           |
| 2021      |                      | The Prince                     | Sarolta brit királyi hercegnő (hangja) | főszereplő                                         |
| 2022      | Az utolsó lépcsőfok  | The Staircase                  | Adeline March fiatalon                 | - főszereplő - magyar hangja Andrádi Zsanett       |

## Díjak és jelölések
- Jelölés – Scream Award, legjobb szereplőgárda (Trónok harca, 2011)
- Jelölés – Screen Actors Guild Award, szereplőgárda kiemelkedő alakítása drámai sorozatban (a Trónok Harca többi szereplőjével megosztva) (Trónok harca, 2011)
- Jelölés — Young Artist Award, legjobb fiatal női mellékszereplő televíziós sorozatban (Trónok harca, 2013)